# Uysanus impurus
Uysanus impurus är en insektsart som först beskrevs av Stsl 1866.  Uysanus impurus ingår i släktet Uysanus och familjen Flatidae. Inga underarter finns listade i Catalogue of Life.